# Ardmore (Alabama)
Ardmore é uma cidade  localizada no estado americano do Alabama, no Condado de Limestone.

## Demografia
Segundo o censo americano de 2000, a sua população era de 1034 habitantes. 
Em 2006, foi estimada uma população de 1131, um aumento de 97 (9.4%).

## Geografia
De acordo com o United States Census Bureau tem uma área de 
5,3 km², sem área coberta por água. Ardmore localiza-se a aproximadamente 260 m acima do nível do mar.

## Localidades na vizinhança
O diagrama seguinte representa as localidades num raio de 32 km ao redor de Ardmore. 